# Lycée français de Lusaka
Le lycée français de Lusaka (anglais : French School of Lusaka), anciennement école française de Lusaka ou école française Champollion, est un établissement scolaire français situé à Lusaka en Zambie. Il est homologué par le ministère français chargé de l'éducation nationale et conventionné avec l'Agence pour l'enseignement français à l'étranger.

## Histoire
L'établissement est créé en 1980, alors que la capitale Lusaka accueille une nombreuse population d'expatriés, dont des Français, qui émettent naturellement le souhait de la création de cette structure pour leurs enfants.
Le lycée français de Lusaka est le seul établissement d'enseignement français en Zambie.
Son enseignement est conforme aux programmes français avec un enseignement de l'anglais renforcé.
Petite école à taille humaine, le lycée française de Lusaka est un établissement scolaire de qualité, capable de répondre aux exigences des familles francophones tout en intégrant des enfants non francophones qui bénéficient d'un soutien pour apprendre le français.
L'école a présenté une élève au baccalauréat français en 2016, Apolline, reçue avec mention Très Bien.

## L'école aujourd'hui

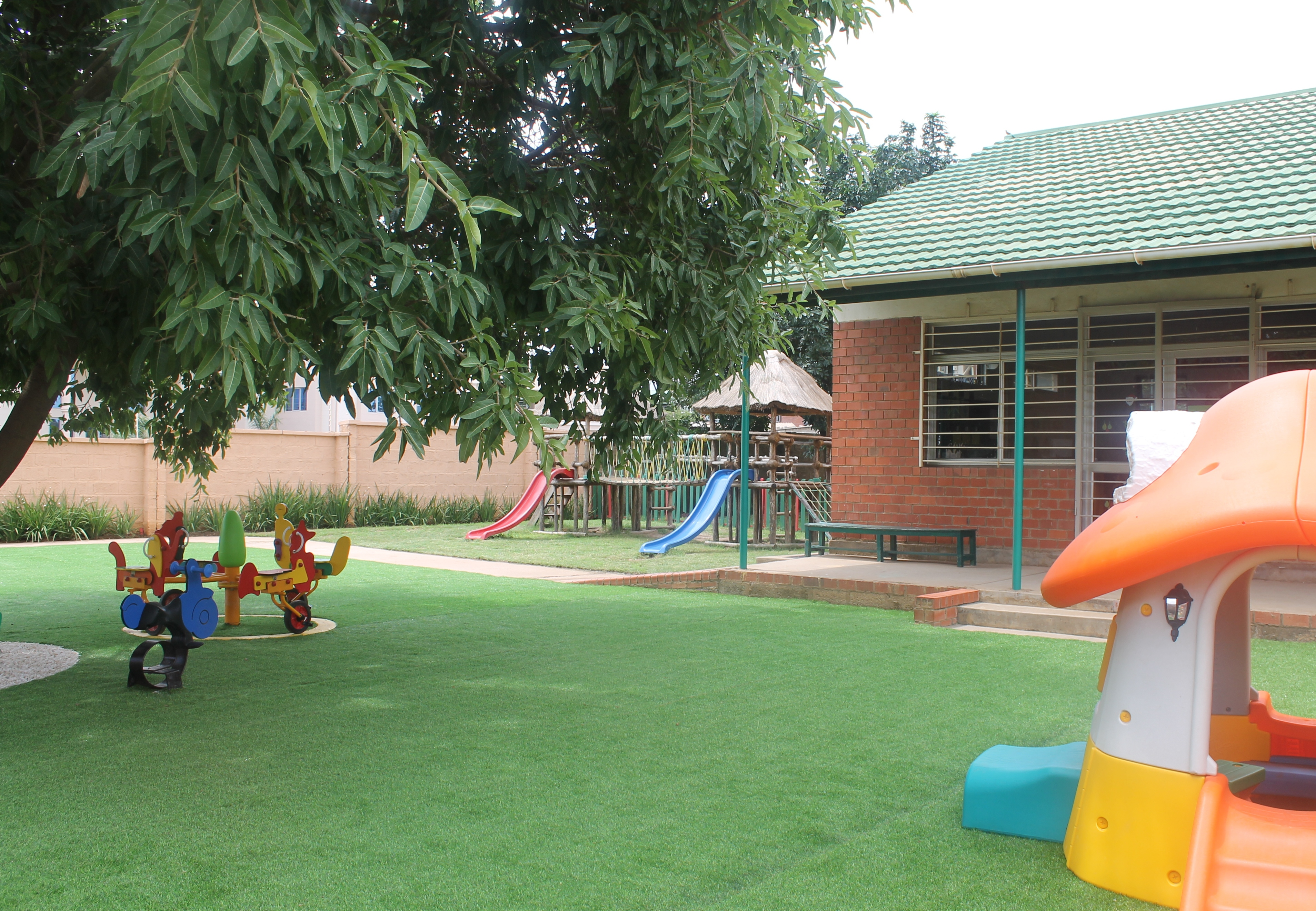

### Quelques chiffres
Contrairement aux écoles publiques situées en France, les établissements basés à l'étranger sont payants. Des bourses scolaires peuvent être octroyées aux ressortissants français, sous certaines conditions de ressources.
| 2023-2024                                  | Maternelle (PS et MS) | Élémentaire et GS | Collège | Lycée    |
| ------------------------------------------ | --------------------- | ----------------- | ------- | -------- |
| Élèves ressortissants français et zambiens | 5 081 €               | 5 757 €           | 8 056 € | 9 367 €  |
| Élèves d'autres nationalités               | 5 757 €               | 6 775 €           | 9 074 € | 10 390 € |
| Écolages pris en charge par les employeurs | 6 047 €               | 7 115 €           | 9 526 € | 10 908 € |

L'école accueille en 2023 75 élèves, dont 15 Français :
- enseignement direct homologué de la maternelle à la sixième.
- de la cinquième à la terminale avec cours du CNED, encadré par des professeurs.

L'établissement est dirigé depuis 2022 par Lionel Carrara (d) .

### Locaux
L'établissement se situe depuis 2005 dans de nouveaux bâtiments situés au sein de l'Alliance française de Lusaka (d), disposant d'infrastructures et de matériel modernes. Il est proche du centre-ville, à proximité de l'ancien aéroport de Lusaka.
Elle dispose d'espaces sportifs pour les activités scolaires et périscolaires.

### Enseignement
L'établissement est tenu, de par sa convention avec l'AEFE et son homologation par l'Éducation nationale française, de dispenser un enseignement conforme aux programmes officiels français. Des aménagements sont mis en place pour les élèves anglophones.